# NGC 2405/2
NGC 2405/2 је елиптична галаксија у сазвежђу Близанци која се налази на NGC листи објеката дубоког неба.
Деклинација објекта је + 25° 54' 21" а ректасцензија 7h 32m 15,1s. Привидна величина (магнитуда) објекта NGC 2405 износи 14,5 а фотографска магнитуда 15,5. NGC 24052 је још познат и под ознакама MCG 4-18-26, CGCG 117-51, VV 643.